# Гетманов, Виктор Павлович
Ви́ктор Па́влович Ге́тманов (4 мая 1940, Леселидзе, Абхазская АССР, Грузинская ССР, СССР — 23 апреля 1995, Ростов-на-Дону, Россия) — советский футболист, защитник. Мастер спорта СССР (1963).

## Биография
Детство и юность провел в Абхазии. По окончании школы уехал в Новочеркасск, где поступил в институт и успешно его окончил.
Воспитанник новочеркасской клубной команды «Буревестник». С раннего возраста играл на правом фланге и в центре обороны.
В 1961—1962 (по июль) выступал за «Торпедо» (Таганрог). Футболиста заметил тренер СКА (Ростов-на-Дону) Виктор Маслов и взял его в команду. С августа 1962 — в составе СКА, был капитаном команды в 1968 году.
В июле 1969 покинул команду, но с начала 1970 по август 1972 снова играл в СКА. В высшей лиге провёл 231 матч, мячей не забивал.
Игрок сборной СССР (1965—1966). Провел 1 матч чемпионата мира 1966 года — против сборной Чили.
Как игрока Гетманова выделяло умение быть цепким в единоборствах, грамотно действовал позиционно. Умело подключался к атакам, был автором многих голевых передач с фланга в адрес главного бомбардира команды 1960-х годов — Олега Копаева.
Закончив с футболом, работал технологом в газовой отрасли.
В Ростовской области начиная с 2002 года, ежегодно проводится зимнее первенство области, носящее имя футболиста — «Кубок Гетманова».

## Достижения
В сборной
- Участник чемпионата мира 1966 года (4-е место)

В клубе
- Серебряный призёр чемпионата СССР: 1966 (14 матчей из 36)
- Финалист Кубка СССР: 1969,[источник не указан 1412 дней] 1971

Личные
- В списках 33 лучших футболистов сезона в СССР (2): № 2 — 1966; № 3 — 1965

## Семья
Был женат дважды(первая жена, по признанию Виктора Понедельника, повесилась). Дочь Элла. Второй брак с Лысенко Людмилой Петровной, во втором браке родилась в 1971 году дочь Виктория. 